# Сус - Маса - Драа
Сус – Маса – Драа е един от 16-те региони на Мароко. Населението му е 3 113 653 жители (2004 г.), а площта 70 880 кв. км. Намира се в часова зона UTC+0 в централната част на страната. Разделен е на 8 провинции и префектури.